# ケン不動産リース
ケン不動産リース株式会社（ケンふどうさんリース、英: Ken Real Estate Lease Ltd.）は、東京都港区に本社を置く不動産賃貸・ホテル運営会社。ケン・コーポレーションの子会社である。

## 沿革
- 1977年（昭和52年）4月 - ケン・コーポレーションの関連会社として、有限会社コンチネンタル・リース設立。
- 1979年（昭和54年） - 社名を有限会社建豊に変更。
- 1980年（昭和55年） - 社名を有限会社ケンポーに変更。
- 1998年（平成10年） - 現社名に変更。オフィスビルリース事業を開始。
- 2000年（平成12年） - 「エンバシースイーツ ホテル レイクタホリゾート（現：レイク タホ リゾート ホテル）」を取得。
- 2015年（平成27年） - 「プレミアホテルグループ」を立ち上げ。ホテル事業展開をグループ化。[1]。